# Conjunt històric de Xèrica
El Conjunt històric de la localitat de Xèrica, a la comarca de l'Alt Palància, està declarat Bé d'Interès Cultural, segons la Direcció General de Patrimoni Artístic de la Generalitat Valenciana, amb anotació ministerial RI-53-0000604 i data d'anotació 17 de desembre de 2005.

## Història
Xèrica ha tingut importància històrica com a assentament de població en determinades èpoques. Hi restes que indiquen que ja havia població en la prehistòria, i també hi ha abundants mostres d'haver viscut una intensa romanització (s'han trobat nombroses làpides romanes disperses pel terme, amb inscripcions llatina, restes de ceràmica de diferents èpoques, monedes ...) fins i tot va existir un arc romà la ubicació exacta no es coneix. També va estar habitada durant el domini àrab, fet que queda palès en els successius intents de conquistar i mantenir com a zona cristiana des de temps de Rodrigo Díaz de Vivar, que suposadament la va conquistar el 1098, encara que va tornar a estar sota el domini àrab molt aviat. Va ser definitivament conquistada per les tropes cristianes del rei Jaume I d'Aragó l'any 1235, sota el comandament de Guillem de Montgriu, arquebisbe de Tarragona. És el mateix rei qui atorga la carta de població a Xèrica l'any 1249. Més tard la va donar a Teresa Gil de Vidaure, de manera que es va crear el senyoriu de Xèrica, amb domini sobre diversos pobles circumdants, sent el primer senyor Jaume I de Xèrica, fill del rei i de Teresa Gil. Des de llavors va passar per diverses mans, fins que en 1564 torna a la Corona. En 1707  Felip V la va donar al duc de Berwick.
La seva configuració actual es deu a diversos esdeveniments que van incidir directament en la trama urbana, que d'una banda està condicionada per l'orografia del terreny on s'assenta i, de l'altra, l'expansió del castell des de la part alta de la muntanya en descens per la part oposada al riu Palància. Així, hem de fins a mitjan segle xvi es van desenvolupar els tres recintes successius més característics del nucli antic., Que posteriorment serien integrats en els edificis de la mateixa vila, dels quals actualment formen part, queden poques restes exempts, alhora que la població segueix expandint extramurs creant ravals.

## Descripció
Xèrica s'ubica en els contraforts del promontori rocós tallat en la part oest per la llera del riu Palància, donant lloc a l'aparició d'un precipici que deixa inaccessible gran part de la població, cosa que la protegeix com muralla natural de la part alta del castell. La població descendeix des de la part alta de la Penya Tallada, on es troben les restes de la torre de l'homenatge del  castell, de manera escalonada i descrivint semicercles, cap a la vall, presentant com a límit exterior del seu recinte emmurallat, durant molt de temps, el mateix camí real existent.
El conjunt té un gran valor, no només monumental sinó també des del punt de vista paisatgístic. Conserva en el seu terme municipal restes d'arquitectura defensiva, importants edificis religiosos i interessants mostres d'arquitectura popular.
Dins del conjunt històric hem de destacar el conjunt format per  El castell, les muralles i l'ermita de sant Roc.
Pel que constituiria el primer recinte es localitza el castell, on hi ha restes d'antics murs, així la torre de l'Homenatge anomenada també de Sant Joan; també es troba el primitiu temple ( Ermita de Sant Roc) elevat està construïda sobre l'antiga mesquita com testifiquen documents històrics que es posseeixen. Encara es conserven restes d'aquest recinte primigeni: part dels murs, així com tres torrasses (dels quals un està al carrer del Castell i presenta planta rectangular, un altre al carrer Sant Roc de planta circular i comú als tres recintes; finalment un que va passar a formar part de l'actual ermita).

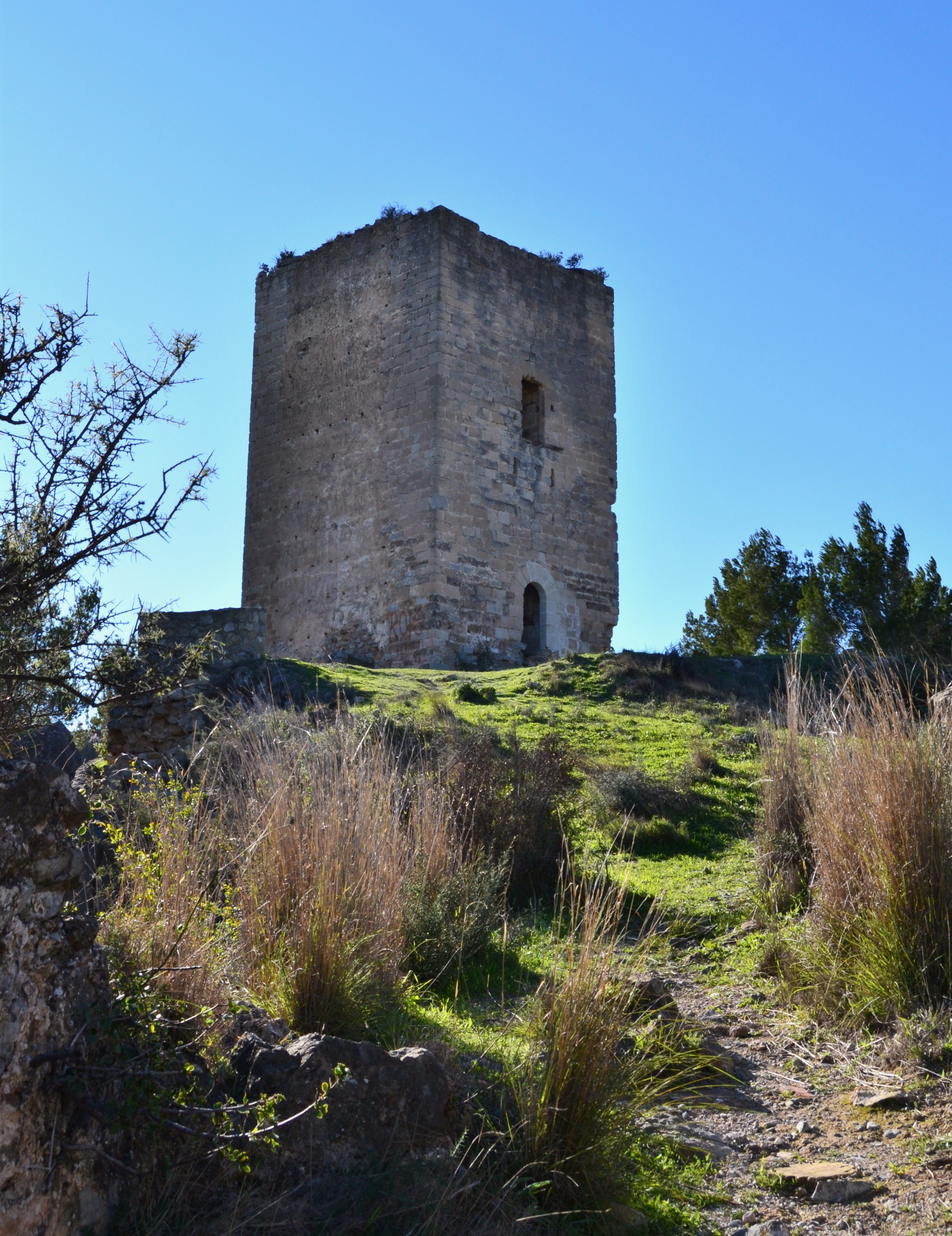
Castell de Xèrica, torre de l'Homenatge.
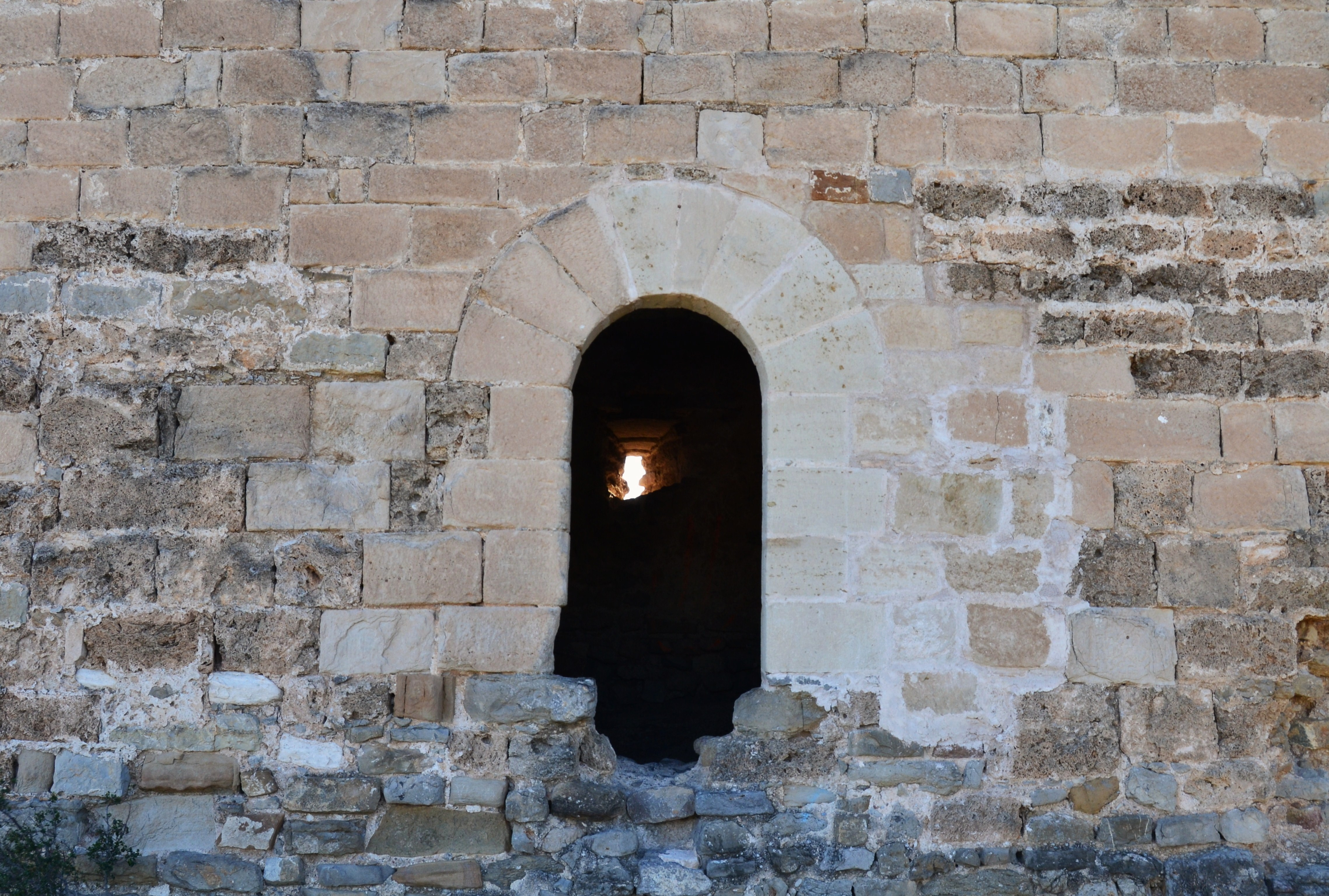
Porta de la torre de l'Homenatge.
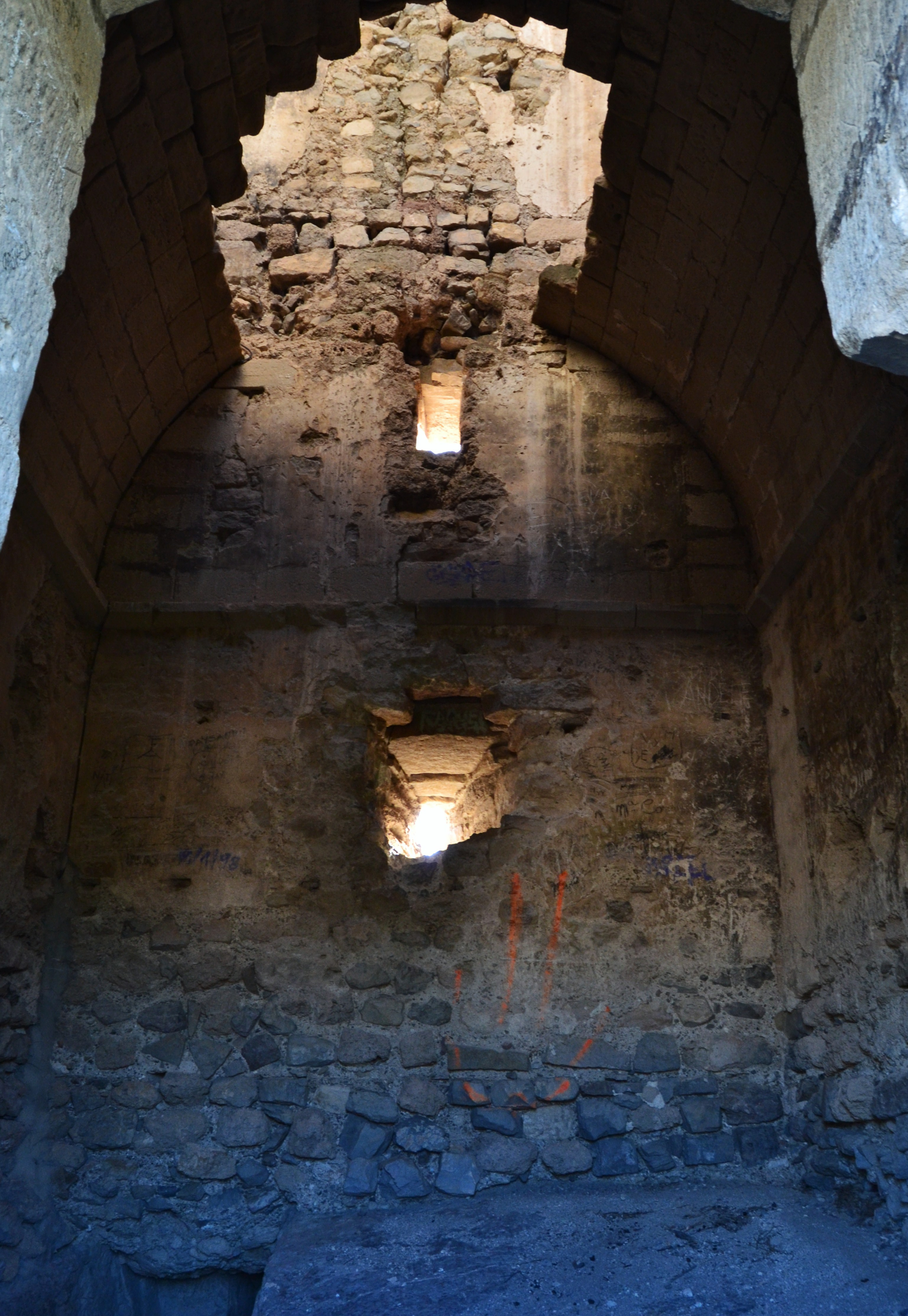
Interior de la torre de l'Homenatge.
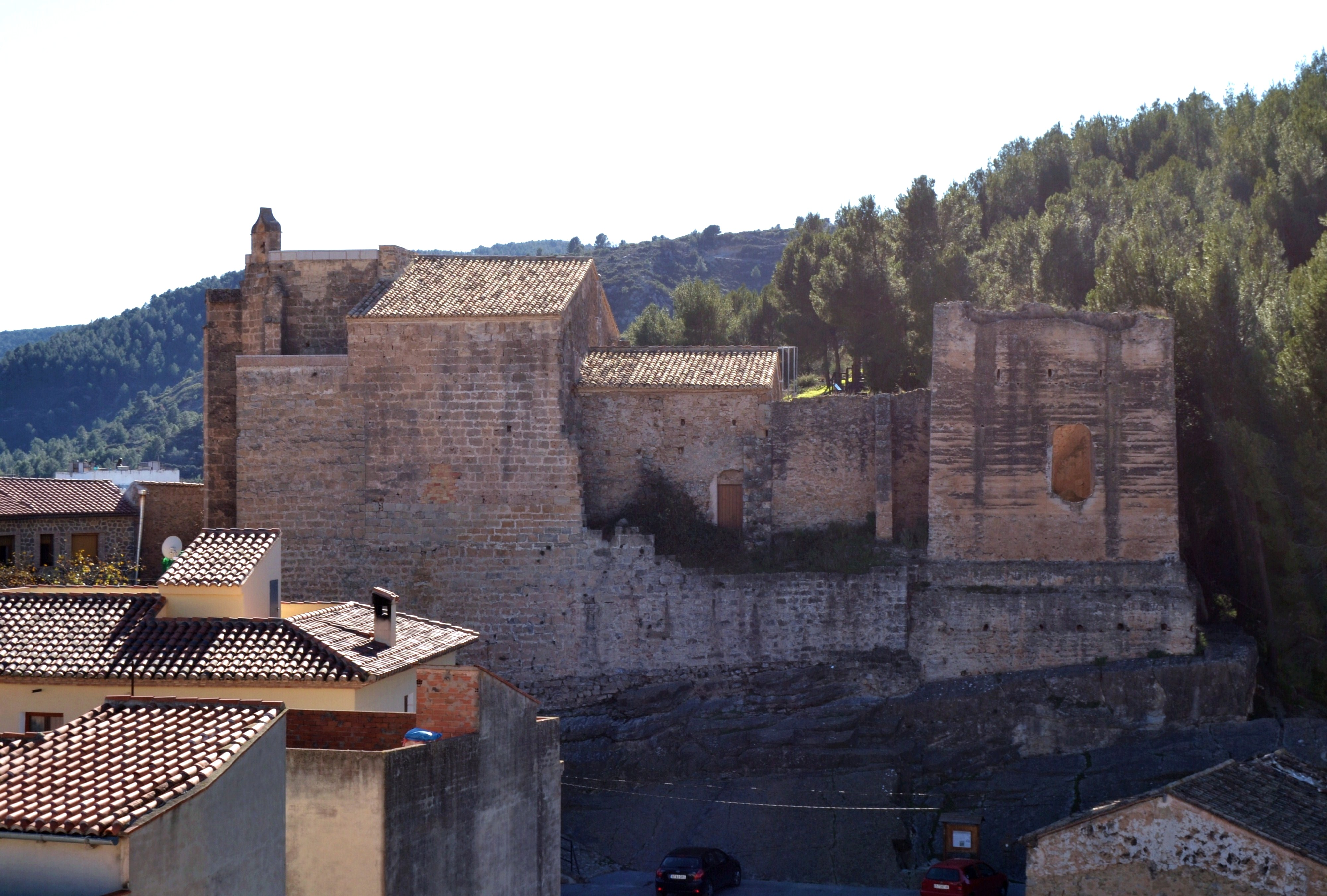
Ermita de sant Roc.
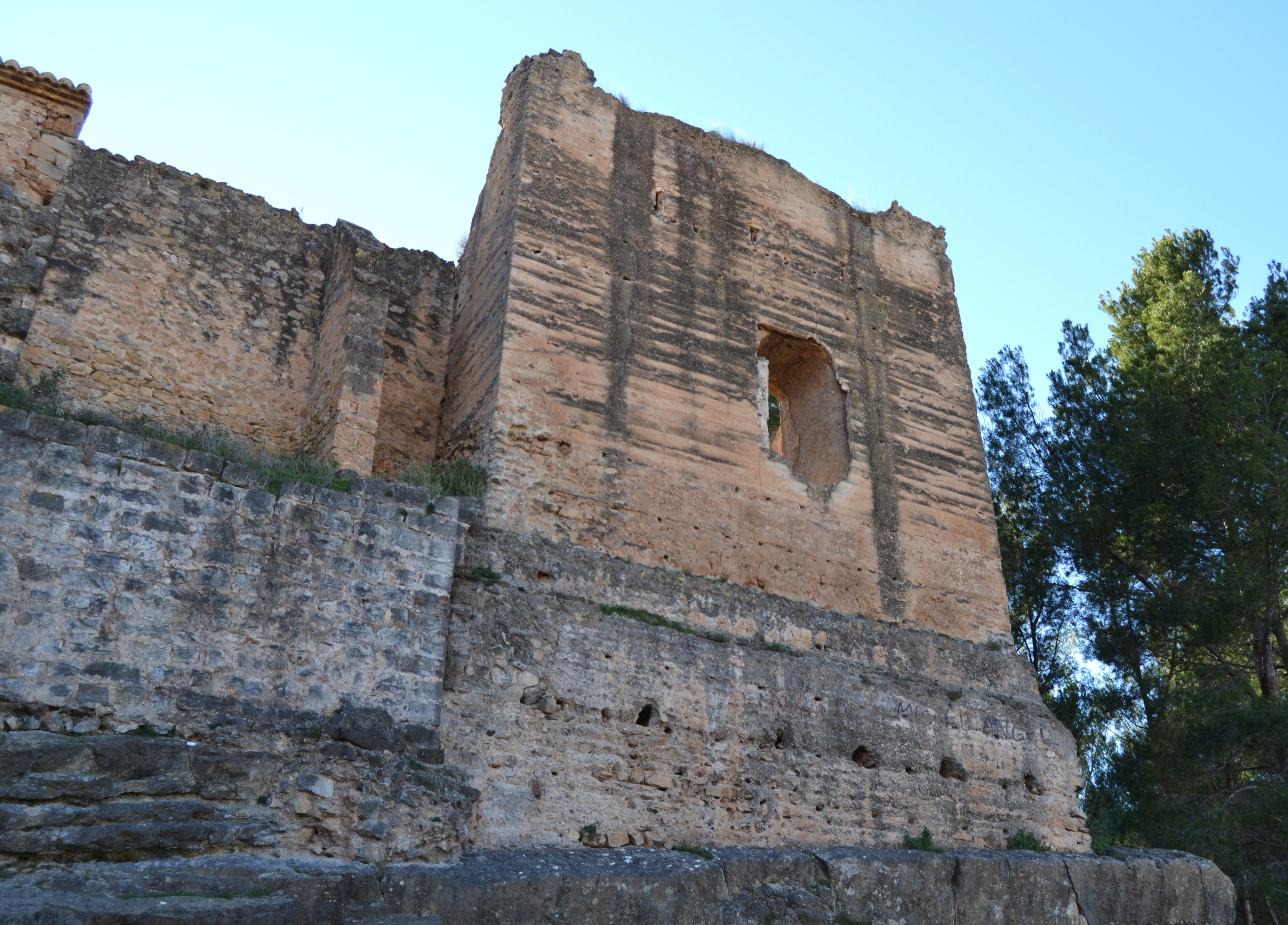
Torre al costat de l'ermita de sant Roc.
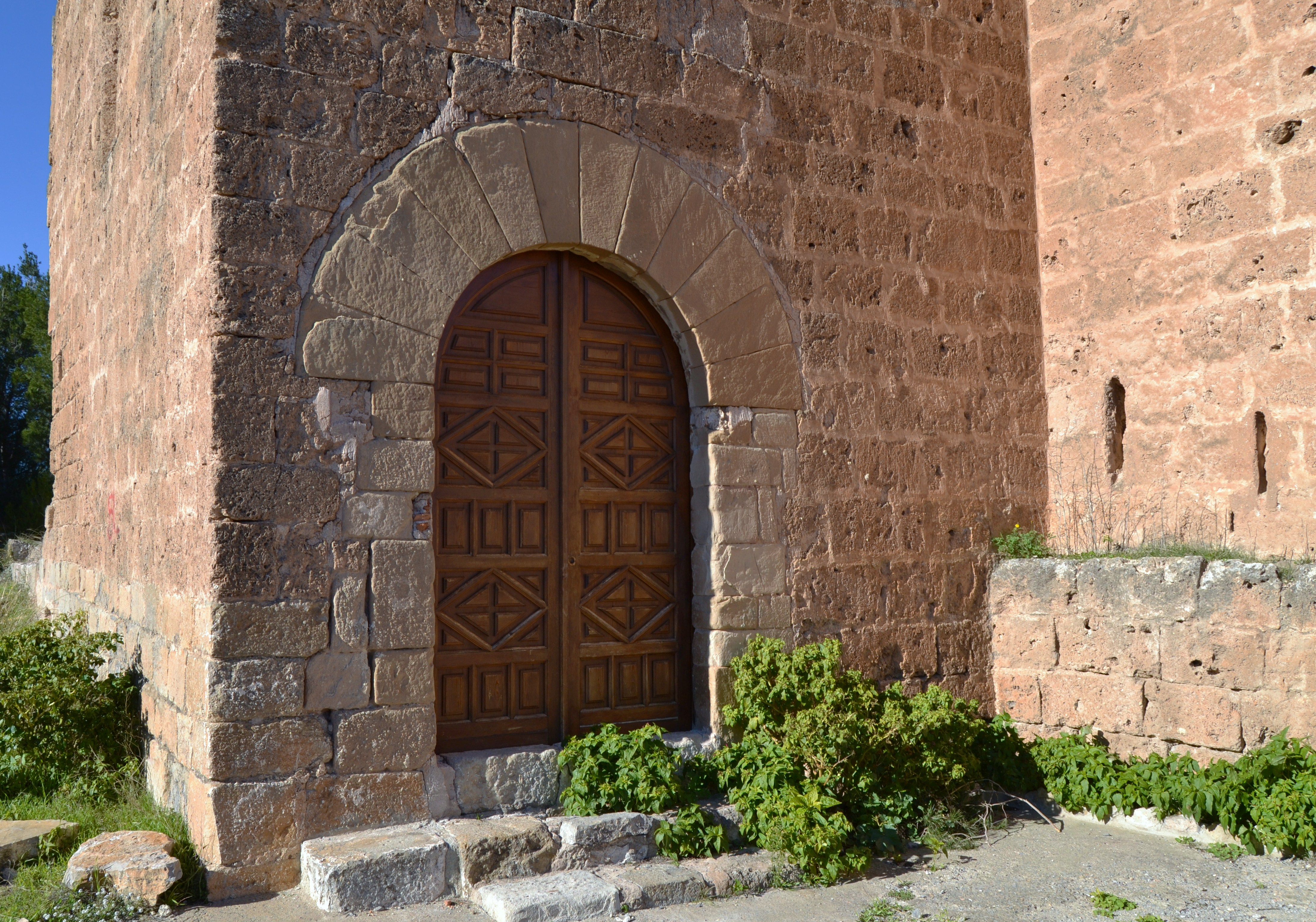
Porta de l'ermita de sant Roc.

El segon recinte sorgeix en produir-se una primera expansió descendent de la població cap a la zona baixa al vessant de la muntanya. Es produeix aquest creixement en el trigo edat mitjana, i dona lligar a una consolidació i desenvolupament de la vila. És en aquest moment en què s'incorpora la  torre de les Campanes o de l'Alcudia i la seva fortificació. Tornen a quedar restes en l'actualitat d'aquest segon recinte emmurallat i les seves defenses com són: restes de murs, vuit torres, de les quals sis són circulars i dos rectangulars, existint a més dues portes d'accés al recinte que s'obren en les mateixes torres defensives com són la del Rellotge i la de la Sala.
Torna a produir-se una nova expansió de la població que fa necessària l'edificació d'un tercer recinte emmurallat, aquest cop avançat el segle xvi, amb set nous torrasses, dels quals quatre són rodons i la resta rectangulars. Es conserven dues portes, que són part de les torrasses de planta rectangular, la dels Arcs o de la Rocha de l'Hospital, que realment està derruïda, ja que està enmig del traçat de l'antiga carretera nacional i la porta de Sant Joaquim i Santa Anna.

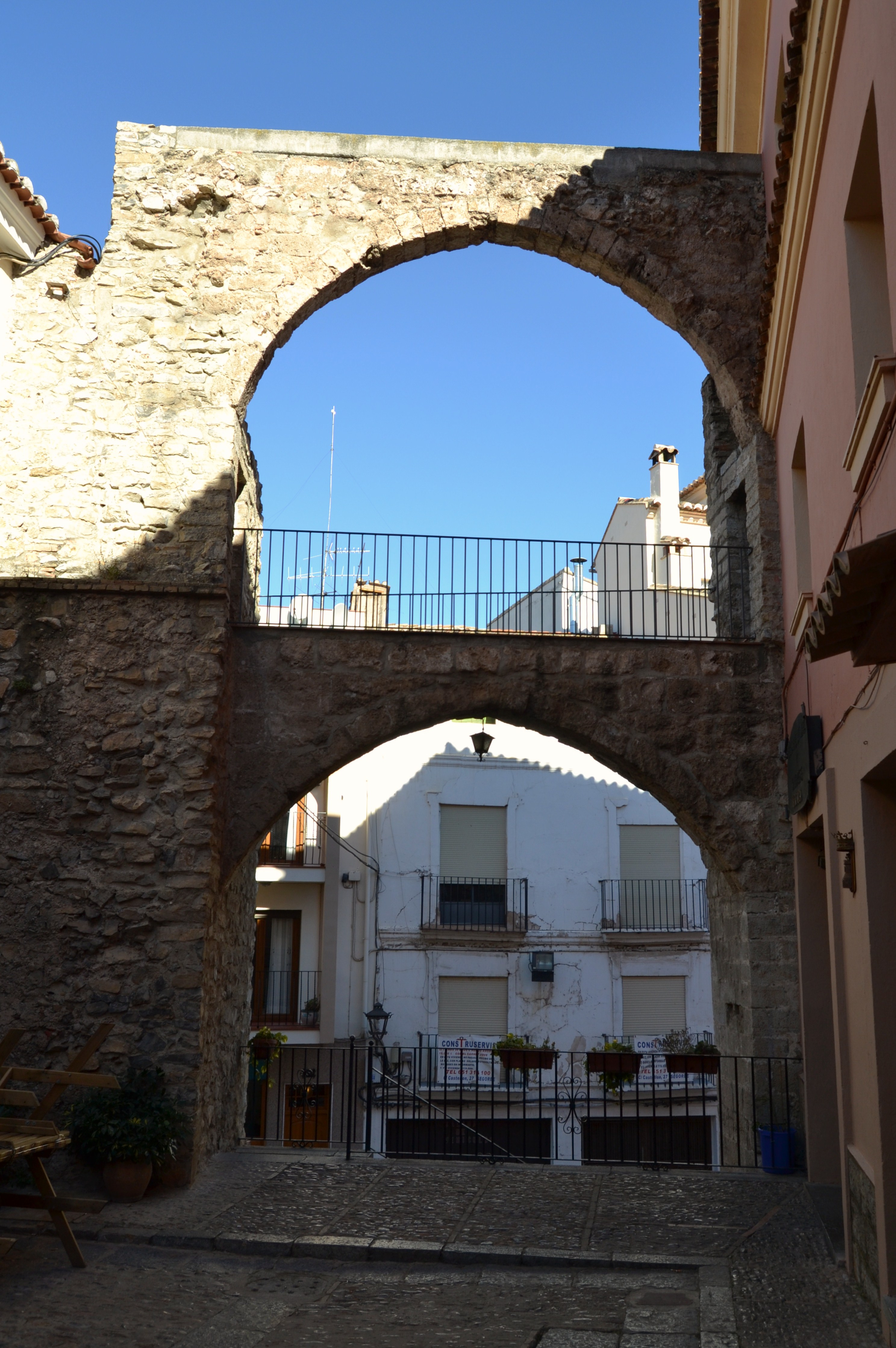
Arc de l'Hospital de Xèrica
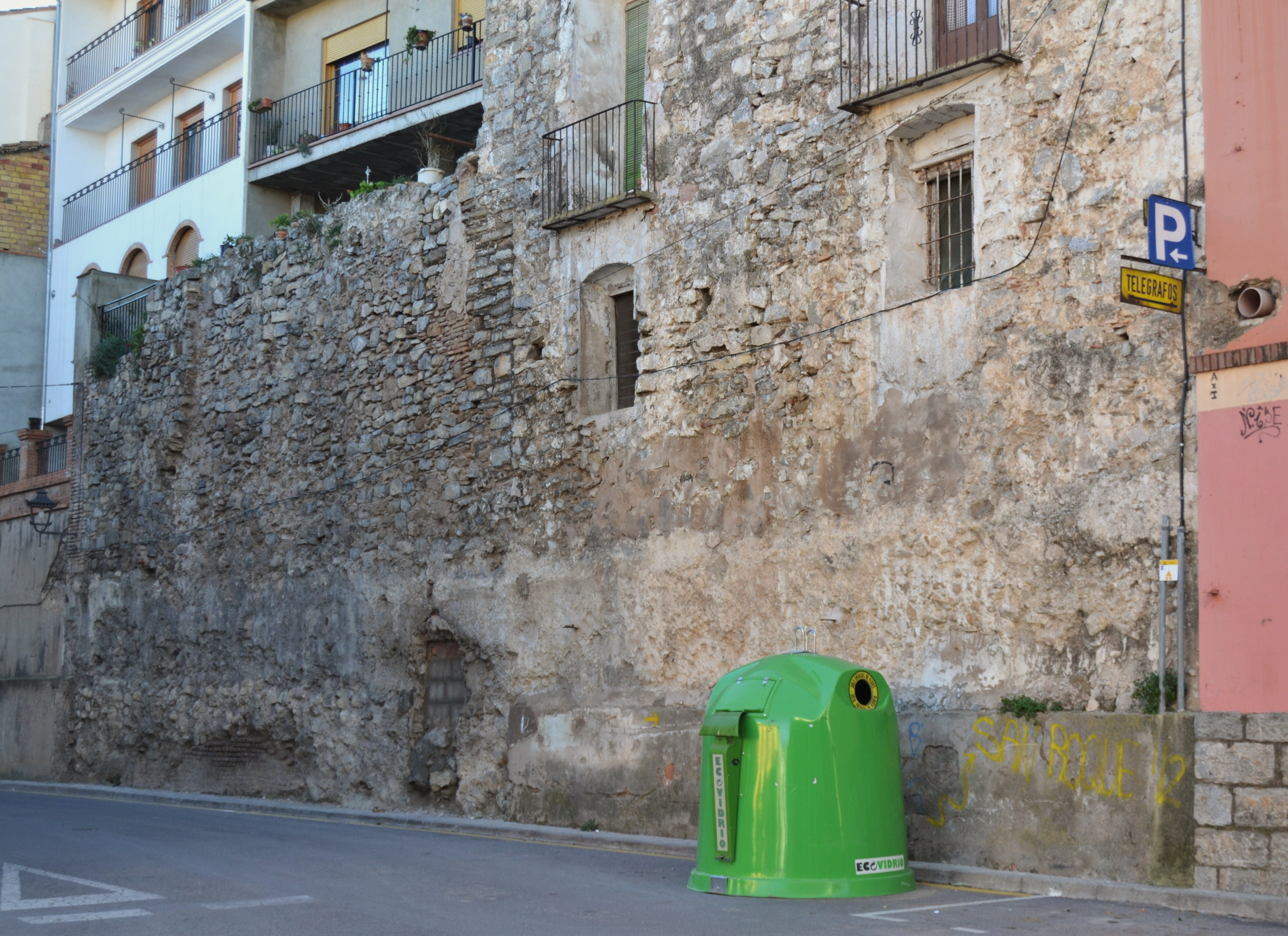
Fragment de muralla.
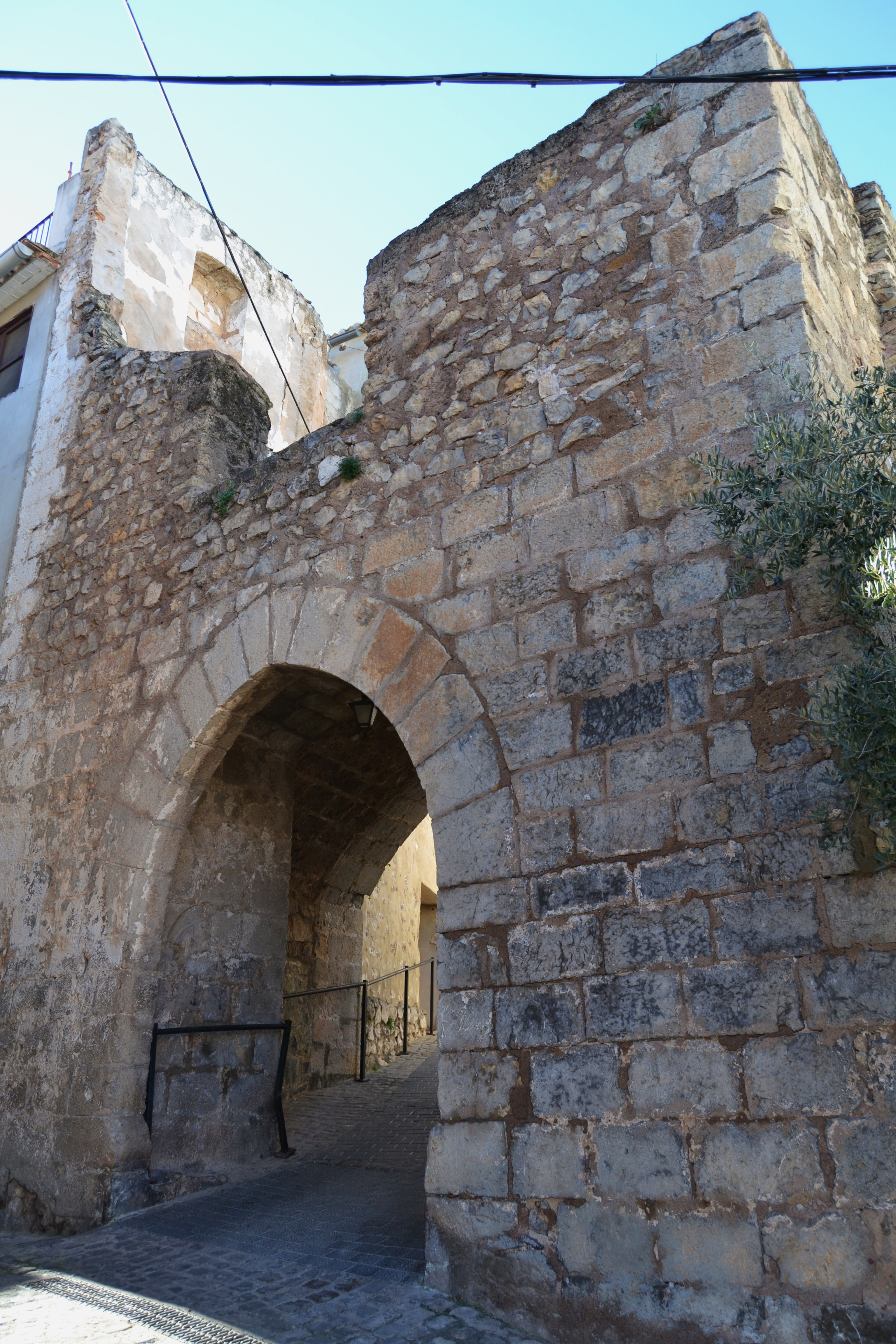
Portal de la Sala de Xèrica.
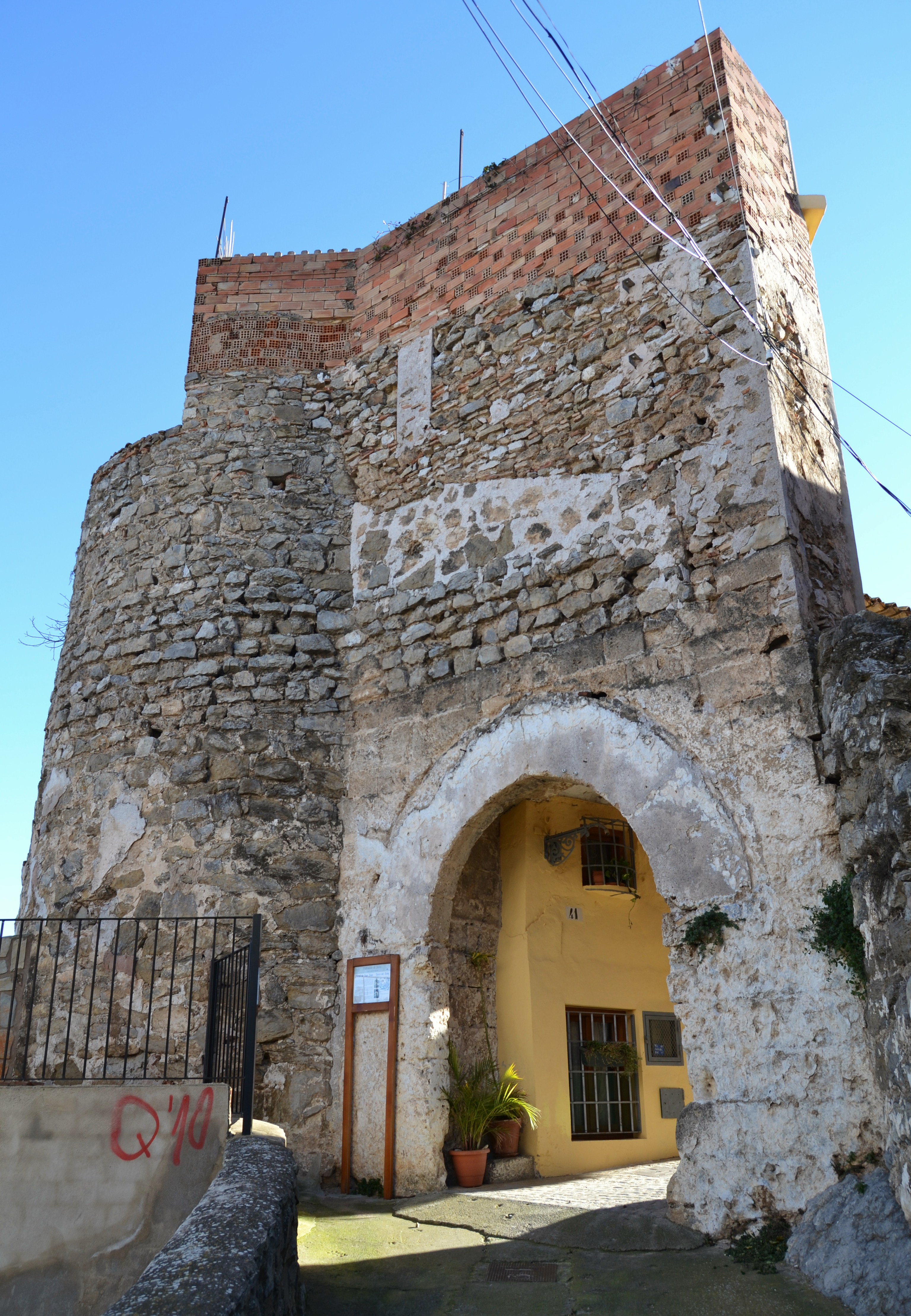
Portal de sant Joan i torre del Rellotge.
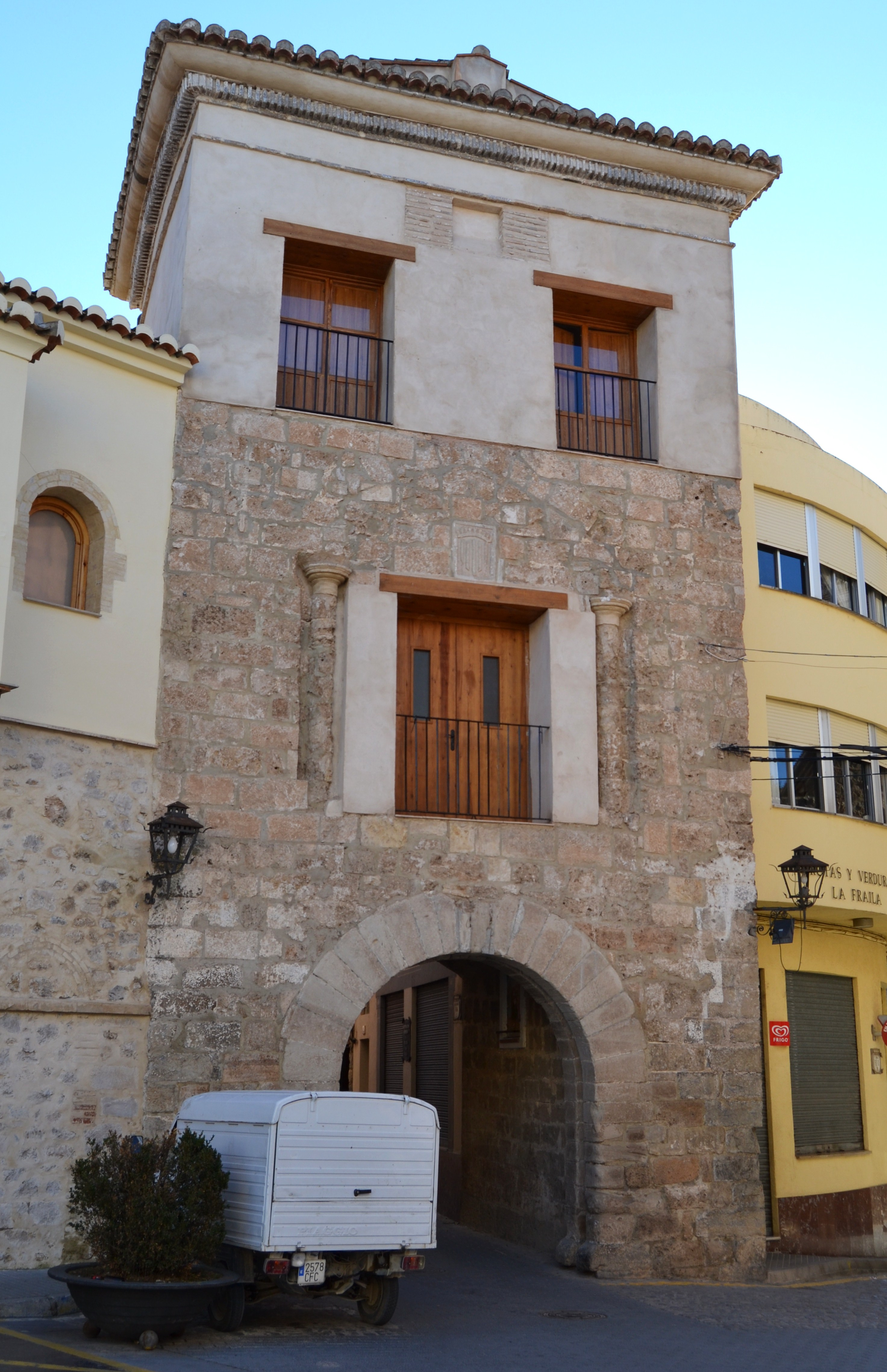
Portal de sant Joaquim i santa Anna o de Terol.
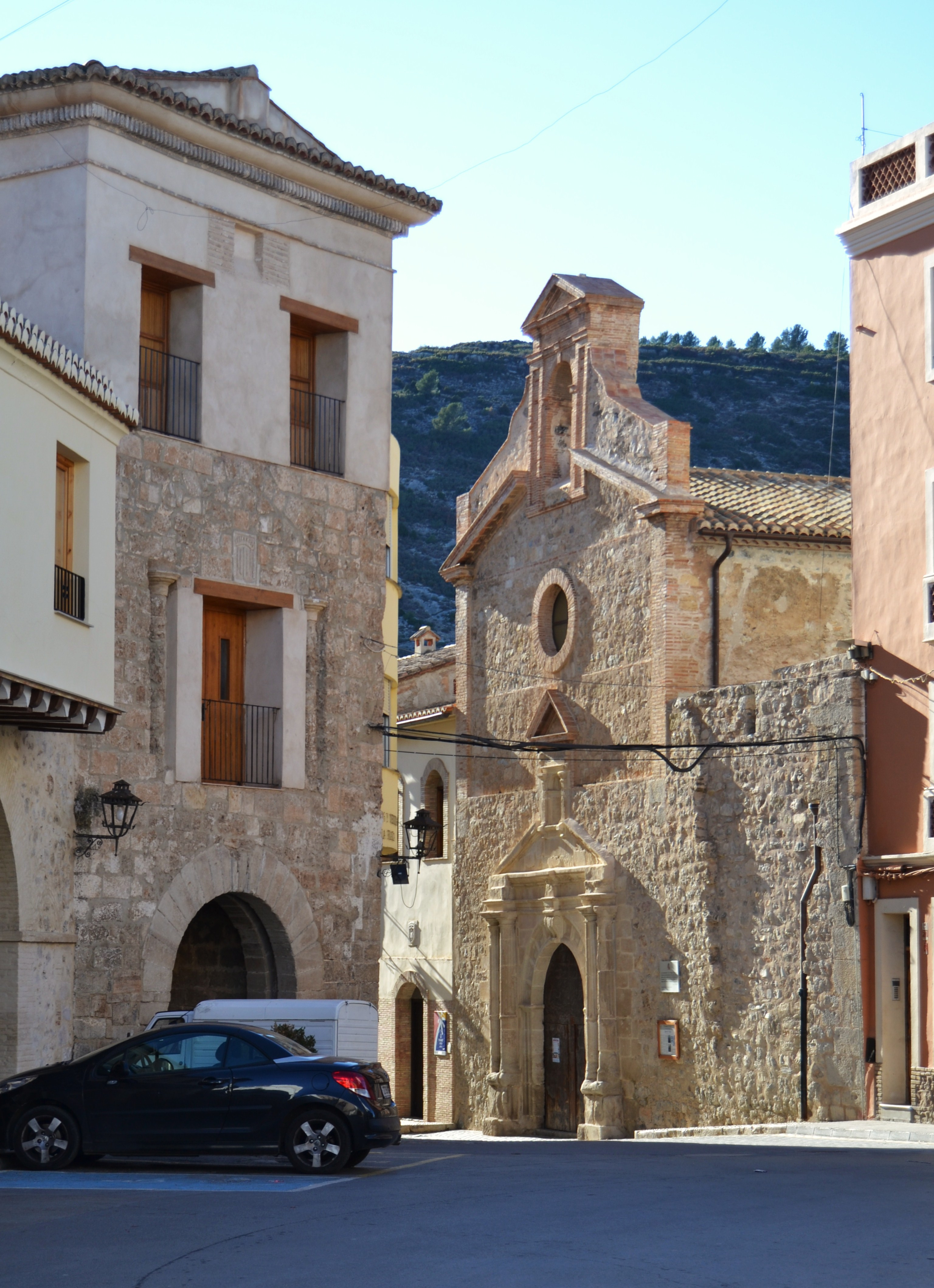
Portal de Terol i església del Socós.
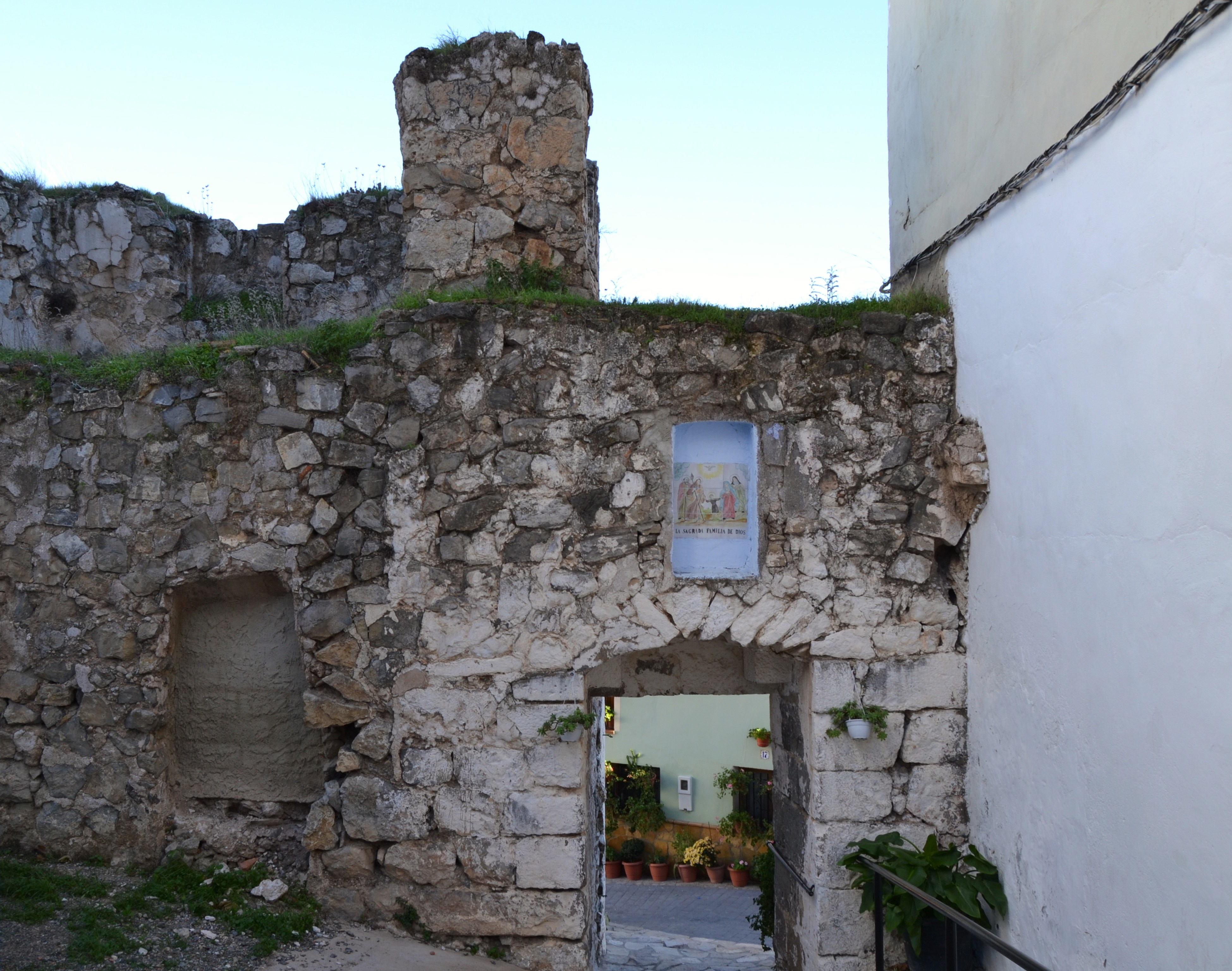
Portalet de sant Roc.

És per aquesta peculiaritat orogràfica de la localitat de Xèrica i per la seva història, de manera que els carrers de la localitat són estrets i tortuosos, podent-se observar més la seva irregularitat com més properes són al castell. Els carrers tenen sentit circular, seguint la línia emmurallada unes, i transversalment altres, presentant sovint coll a causa de l'orografia del terreny. Aquesta disposició dels carrers estrets i tortuosos són una reminiscència àrab poc alterada durant l'edat mitjana. Els edificis són, de caràcter rural, humils i senzills, sobretot a la zona superior. Per a la seva construcció s'empra el tapial, la maçoneria i el maó; reservant la pedra per a edificis posteriors o representatius i públics així com per donar solidesa a les portes de la muralla.

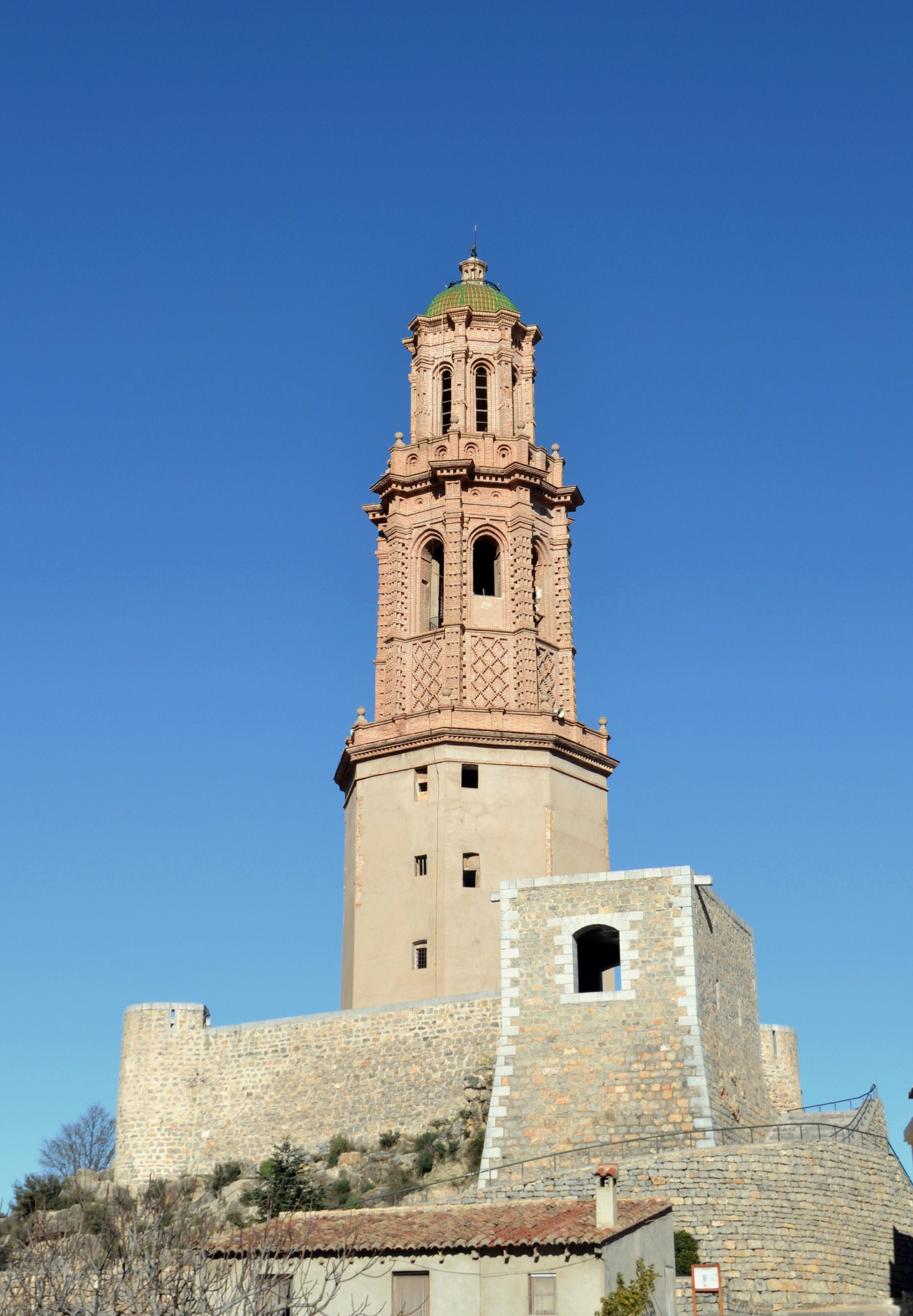
Torre de l'Alcudia o de les Campanes

Solen ser cases de caràcter unifamiliar, en les quals la part de la planta baixa és utilitzada com quadra per als animals, la primera planta com a habitatge i la superior com a graner i magatzem de collites. L'accés a les cases sol fer a partir d'una porta en forma d'arc de mig punt en maó o adovellat. Presenten un considerable nombre de finestres i balcons que es decoren en tons clars i brillants per les obertures i arrebossats o simplement s'encalen a manera de pintura. L'estructura de l'habitatge és la mateixa en diferents zones, la mitjana i la baixa, però hi ha edificacions més dignes i sòlides. Així es poden distingir, com edificis d'arquitectura civil singulars bé en l'estructura o per raó d'algun element destacable (arcuacions o portades, per exemple): diversos habitatges al costat de la caseta de Sant Roc, als carrers Forn Vell, La Cambra, Mestre Puchades, Historiador Vayo, Rei En Jaume, Zalón i Loreto. la font i portada d'accés a un carrer després d'ella existent a la plaça Germán Monleón, extramurs.
També hi ha edificis religiosos singulars; bé destinats al culte, bé vinculats a l'àmbit religiós, però sense una utilització concreta en l'actualitat.